# Gerhard Roßmann
Gerhard Roßmann,  auch "Rossmann", (* 19. Januar 1951 in Nürnberg),  ist ein deutscher Künstler und Medienarbeiter. Roßmann war an der Gründung und Herausgabe mehrerer Zeitungen und Zeitschriften beteiligt. Seit 2014 beschäftigt sich Roßmann künstlerisch mit Fragestellungen zu Leben und Tod, Religionen, Jenseitsvorstellungen und Mythen.

## Leben
Gerhard Roßmann wuchs als erstgeborener Sohn des Chemie-Ingenieurs Christian Roßmann und der Hausfrau Gertrud Roßmann (geborene Lutz) in Nürnberg auf. Bruder Uwe Roßmann wurde 1959 in Langenfeld geboren. Bedingt durch die berufliche Veränderung des Vaters zog die Familie 1957 ins Rheinland. Nach dem Besuch des Gymnasiums in Opladen studierte Roßmann ab 1972 Geisteswissenschaftliche und Künstlerische Grundlagen sowie Industrie-Design an der damaligen Gesamthochschule Wuppertal (seit 2003 Bergische Universität Wuppertal) und schloss 1979 mit Diplom ab. Seit 2000 ist Roßmann verheiratet mit der Diplom-Psychologin Jutta Hofmann. Er lebt und arbeitet in Wuppertal und Heidelberg.

## Verlagstätigkeit
Nach Tätigkeiten als Designer und Mediaberater in einer Düsseldorfer Werbeagentur und später beim Verlag Herrnberger, seinerzeit Verlagstochter von Gruner + Jahr, schloss Roßmann sich Anfang 1983 dem alternativen Zeitungsprojekt Wupper Nachrichten, Wochenblatt für Kultur und Politik an. Von 1983 bis 2004 war Roßmann Geschäftsführer der die Zeitung herausgebenden Wupper Nachrichten Verlags GmbH, ab 1998, nach Einstellung der Zeitung, WN-Verlags GmbH. In die Amtszeit von Gerhard Roßmann fiel auch das 1989 mit zwölf gleichbeteiligten Gesellschaftern, darunter dem Essener Klartext Verlag, gegründete Zeitungsprojekt Revier-Rundschau/Neue Wupper Nachrichten als Sonntagszeitung für Politik, Kultur und Sport.
Parallel zur Tätigkeit für die Wupper Nachrichten Verlags GmbH gründete Roßmann 1991 mit vier weiteren Gesellschaftern, darunter der damalige SPD-Politiker Manfred Zöllmer und der Bündnis 90/Die Grünen-Politiker Jens Petring die Heinz-Magazin Verlags GmbH mit Roßmann als Geschäftsführer. Aufgabe der GmbH war die Herausgabe des Stadtmagazins HEiNZ, dessen Chefredakteur Roßmann 1993 wurde. Das Magazin erschien anfangs im Städtedreieck Wuppertal, Solingen und Remscheid. Bis 2004 folgten Ausgaben für vier weitere Städte und Regionen im Ruhrgebiet. Nach der Insolvenz der Heinz-Magazin Verlags-GmbH im März 2013 wurde der Titel an die vom Essener Investor Frank Dittmann neu gegründete Heinz-Verlag GmbH verkauft. Roßmann blieb bis Mitte 2014 Chefredakteur und Mitherausgeber des 2020 eingestellten Magazins.
Parallel war Roßmann von 2000 bis 2001 Aufsichtsratsvorsitzender der Brinell-City AG, Frankfurt, einem Start-up im Bereich der Entwicklung von Web-basierten B2C Content-Management-Systemen.

## Künstlerische Tätigkeit

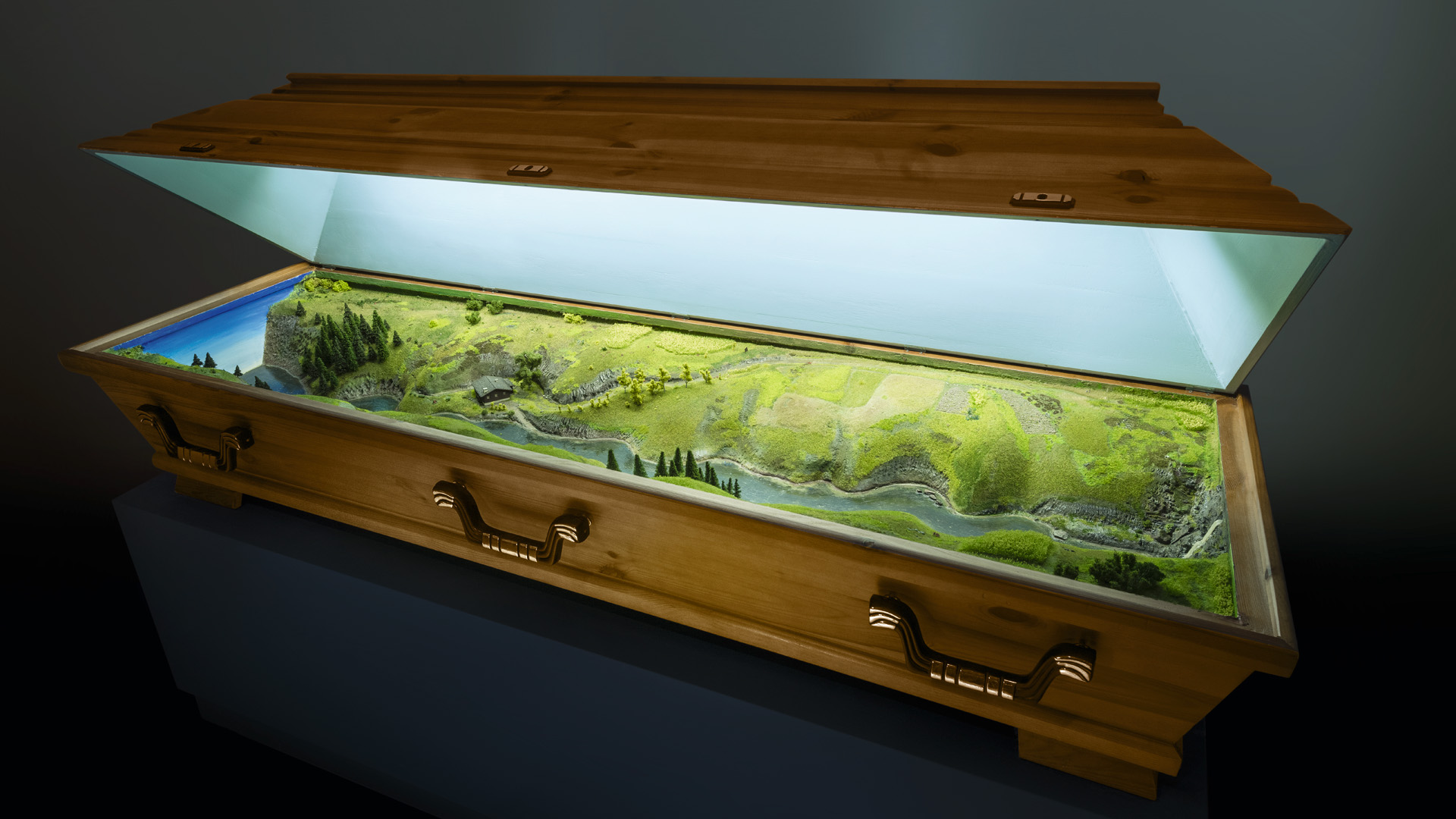
"Das jenseitige Tal"

2014 begann Roßmann, sich künstlerisch mit den Themen Leben und Tod, Mythen, Religionen und Jenseitsvorstellungen auseinanderzusetzen. "Sieben Särge", Roßmanns initiale Arbeit, besteht aus Dioramen in Form handelsüblicher Kiefernsärge, in denen Symbole und Darstellungen unterschiedlichster Jenseitsvorstellungen montiert sind. Die Arbeit wurde erstmals 2015 in der Wuppertaler Schwarzbach-Galerie ausgestellt. Es folgten Ausstellungen in Duisburg, Krefeld, Nürnberg und Freiburg. In Presse und Öffentlichkeit werden Rossmanns Arbeiten sehr unterschiedlich aufgefasst:   
"Die Ausstellung 'Sieben Särge' in der Cubus Kunsthalle mag makaber wirken, dabei konfrontiert der Wuppertaler Künstler Gerhard Rossmann mit seinen unterschiedlich ausgestatteten Särgen doch nur mit einem Thema, das den Menschen ein Leben lang begleitet." 
2020 errichtete Roßmann in der Kapelle des Dresdner Nordfriedhofs die Installation "Sieben Schubkarren – sind wir nicht alle Sternenstaub?" Die begehbare Wohngruft bestand aus drei Tonnen Erde, sieben Sesseln, sieben Stehlampen, sieben Spiegeln, 33 Totenhemden, einem Meteoriten und diversen Präparaten.
"Der Künstler hat die Ex-Trauerhalle in eine Art verstörendes Wohnzimmer umgestaltet." "Hier hat der Künstler Gerhard Rossmann (69) eine Mischung aus Grabkammer und Wohnzimmer eingerichtet, nicht für sich alleine, sondern für die Öffentlichkeit."

In Zusammenarbeit mit der Tänzerin und Choreographin Chrystel Guillebeaud konzipierte Roßmann 2021 die szenische Installation "Aftermath – die Reliquien der Heiligen Helena". Helena soll die Gebeine der Heiligen Drei Könige, den Heiligen Rock Jesu und die Gebeine des Apostels Matthias gerettet und damit entscheidend zur Verbreitung des Christentums beigetragen haben. 
"'Aftermath' (Nachwirkungen), eine Ausstellung, die hintergründig und spektakulär ist und sich zugleich über den streng reglementierten Reliquienkult der katholischen Kirche lustig macht."

2023 installierte Roßmann in der Bochumer Pauluskirche eine Intervention im Raum: „Polyptychon der Lebenden und der Toten“ illustrierte in Form von Icons an den Kirchenwänden, der Decke und auf dem Boden der Kirche die rund 100 Milliarden Toten und 8 Milliarden Lebenden aus Vergangenheit und Gegenwart. Ein Zählwerk zeigte sekundengenau die jeweils aktuelle Anzahl der Lebenden und der Toten. Die Installation wurde von einem Rahmenprogramm mit Lesungen, Konzert und Theater begleitet. 

"Sein [Roßmanns] Gastspiel in der Kirche kreist nicht nur um die individuelle Endstation, sondern um die 'Mathematik des Todes'. Rossmann befasste sich mit Berechnungen von Nathan Keyfitz. Der Demograf entwickelte eine komplexe Formel, mit deren Hilfe man berechnen kann, wie viele Menschen im Laufe der Geschichte unsere Erde bevölkert haben, folglich also irgendwann gestorben sind: Keyfitz kam auf 100 Milliarden Todesfälle." 

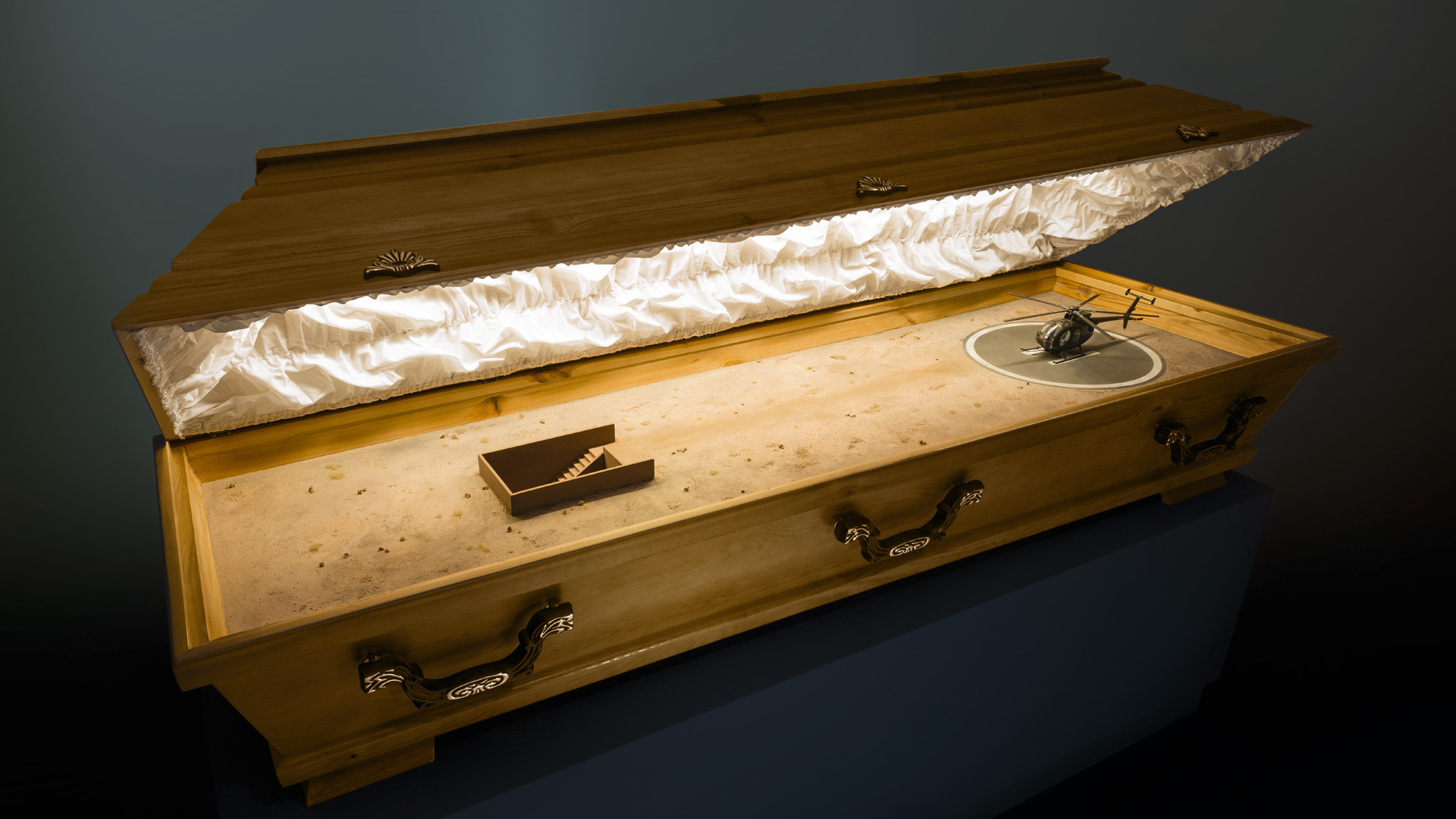
"Die Himmelfahrt"
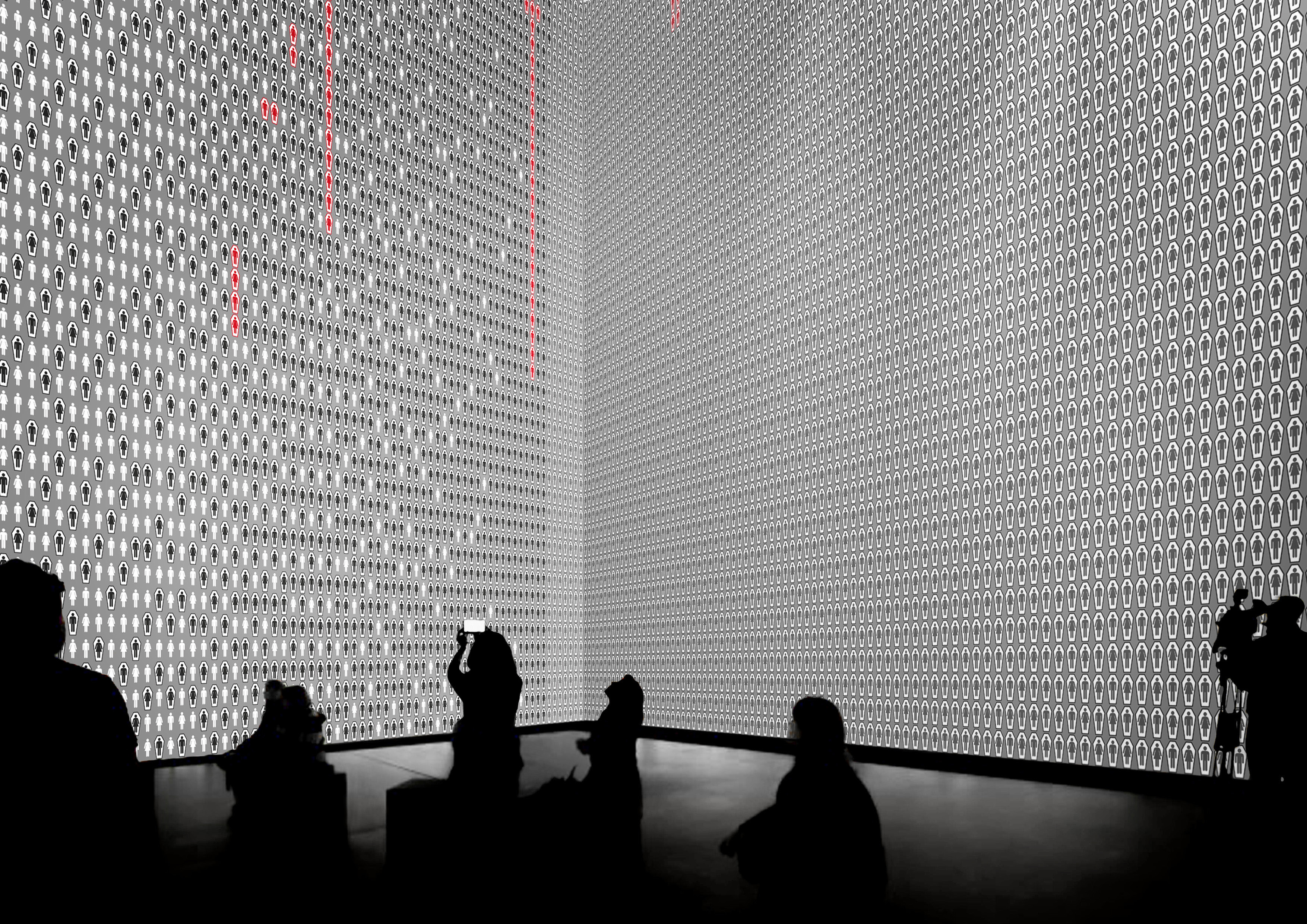
"Polyptychon der Lebenden und der Toten"
"SOS" – Ready-made für DA! Art-Award 2020

## Ausstellungen
| Jahr | Titel                                                    | Ausstellungstyp                                                                    | Ort                               |
| ---- | -------------------------------------------------------- | ---------------------------------------------------------------------------------- | --------------------------------- |
| 2014 | "Der lachende Tod"                                       | Objekte – Gruppenausstellung                                                       | Backstubengalerie, Wuppertal      |
| 2015 | "Sieben Särge – es gibt einen Tod nach dem Leben"        | Objekte – Einzelausstellung                                                        | Schwarzbach-Galerie, Wuppertal    |
| 2017 | "Sieben Särge – es gibt einen Tod nach dem Leben"        | Objekte – Einzelausstellung                                                        | cubus Kunsthalle, Duisburg        |
| 2018 | "Sieben Särge – es gibt einen Tod nach dem Leben"        | Objekte – Sonderausstellung im Museumszentrum Burg Linn                            | Burg Linn, Krefeld                |
| 2019 | "Sieben Särge – Himmelfahrt oder Höllentrip?"            | Objekte – Teil der Kulturveranstaltung Blaue Nacht                                 | Historische Felsengänge, Nürnberg |
| 2020 | "Sieben Särge – es gibt einen Tod nach dem Leben"        | Videopräsentation auf der (Corona-bedingt virtuellen) Messe Leben und Tod          | Messe Bremen, Stadthalle          |
| 2020 | "Sieben Särge – es gibt einen Tod nach dem Leben"        | "out and about – Kunst geht raus"-Gruppenausstellung auf Großflächen               | Wuppertal                         |
| 2020 | "... wirkt nicht über den Placebo-Effekt hinaus"         | Ready-made – Gruppenausstellung zum DA! Art-Award 2020                             | Stadtmuseum Düsseldorf            |
| 2020 | "Sieben Schubkarren – sind wir nicht alle Sternenstaub?" | Objekte – Installation in Friedhofskapelle                                         | Nordfriedhof Dresden              |
| 2021 | "Aftermath – die Reliquien der Heiligen Helena"          | Szenische Installation                                                             | Galerie Gublia, Essen             |
| 2021 | "Die Auferstehung"                                       | Intervention auf Friedhof                                                          | Friedhof San Michele, Venedig     |
| 2022 | "Sieben Särge – es gibt einen Tod nach dem Leben"        | Foto- und Objektpräsentation auf der Messe Leben und Tod                           | Freiburg                          |
| 2022 | "Sieben Särge – es gibt einen Tod nach dem Leben"        | Foto- und Videoinstallation bei "verSPIELt. musikalisch – literarisch – kunstvoll" | Lutherkirche, Remscheid           |
| 2023 | "Polyptychon der Lebenden und der Toten"                 | Raumprojektion – Intervention im Kirchenraum                                       | Pauluskirche, Bochum              |